# イメルダ・スタウントン
イメルダ・メリー・フィロメナ・バーナデット・ストーントン CBE（Imelda Mary Philomena Bernadette Staunton CBE, 1956年1月9日 - ）は、イギリスの舞台および映画女優。

## 人物
王立演劇学校で学んだ後、1970年代、レパートリー・シアターでキャリアを開始し、全英の様々な舞台に登場している。現在でも定期的にナショナル・シアターに出演している。
映画では地味な役が多いが、イギリスでは大変有名な女優で、ローレンス・オリヴィエ賞において『イントゥ・ザ・ウッズ』(1991年)パン屋の妻役、『スウィーニー・トッド』(2013年)ミセス・ラヴェット役、『ジプシー』(2016年)ママ・ローズ役で主演女優賞、『浮気なシナリオ』(1985年)および『小麦は緑』(1985年)で助演女優賞を受賞した。『ベガーズ・オペラ』(1982年)、『オズの魔法使い』(1987年)、『ワーニャ伯父さん』(1988年)、『ガイズ&ドールズ』(1996年)、『スローン氏の歓待』(2009年)、『グッド・ピープル』(2014年)を含め、オリヴィエ賞に計13回ノミネートされている。
2004年の映画『ヴェラ・ドレイク』のタイトル・ロールで批評家の称賛を得てアカデミー主演女優賞、ゴールデングローブ賞 映画部門 主演女優賞 (ドラマ部門)、全米映画俳優組合賞主演女優賞にノミネートされ、英国アカデミー賞 主演女優賞、ヴェネツィア国際映画祭 女優賞を受賞した。ほかに『ナニー・マクフィーの魔法のステッキ』(2005年)のブラザウィック夫人役、『ハリー・ポッター』(2007年-2010年)2作のドローレス・アンブリッジ役、『パレードへようこそ』(2014年)のへフィーナ・ヒードン役で英国アカデミー賞 助演女優賞にノミネートされた。2007年公開の『ハリー・ポッターと不死鳥の騎士団』で、ドローレス・アンブリッジ役を演じたことで広く知られるようになった。
テレビ出演も多く、シットコム『Up the Garden Path 』(1990年–1993年)、『Is it Legal? 』(1995年–1998年)に主演した。2005年、テレビ映画『My Family and Other Animals 』に出演し、国際エミー賞女優賞にノミネートされ、『Return to Cranford 』(2009年)、『ザ・ガール ヒッチコックに囚われた女』(2012年)で英国アカデミー・テレビ賞助演女優賞にノミネートされた。『ザ・ガール』ではプライムタイム・エミー賞ミニシリーズ/映画助演女優賞にもノミネートされた。

## 来歴
北ロンドンのアーチウェイにて労働者階級の両親のもとに生まれる。両親ともにアイルランド・メイヨー県からの移民。王立演劇学校で演技を学んだ。学校ではアラン・リックマンやティモシー・スポール、ジュリエット・スティーヴンソンらと学んだ。2年後卒業し、6年の間様々な舞台に立つ。

### 舞台
1976年、王立演劇学校を卒業し、その後6年間イギリスのレパートリー・シアターに出演し、エクセターのノースコット・シアターではジョージ・バーナード・ショーの『聖女ジョウン』(1979年)のタイトル・ロールを演じた。ロイヤル・ナショナル・シアターに移行し、『ベガーズ・オペラ』(1982年)のルーシー・ロキット役でローレンス・オリヴィエ賞ミュージカル主演女優賞、新人賞にノミネートされた。1982年、ナショナル・シアターの『ガイズ&ドールズ』に出演し、のちに夫となるジム・カーターと出会った。1996年、再度『ガイズ&ドールズ』に出演してアデレイド役を演じローレンス・オリヴィエ賞ミュージカル主演女優賞にノミネートされた。1985年、オールド・ヴィック・シアターの『小麦は緑』とナショナル・シアターの『浮気なシナリオ』において助演女優賞で初のオリヴィエ賞受賞となった。1987年、バービカン・センターにてロイヤル・シェイクスピア・カンパニーの『オズの魔法使い』でドロシー役を演じ、オリヴィエ賞ミュージカル主演女優賞にノミネートされた。1990年、『イン・トゥ・ザ・ウッズ』オリジナル・ロンドン・プロダクションのパン屋の妻役でローレンス・オリヴィエ賞ミュージカル主演女優賞を初受賞した。その後20年間演劇作品に出演し、『ワーニャ伯父さん』(1988年)のソーニャ役、『スローン氏の歓待』(2009年)のケイス役、『グッド・ピープル』(2014年)でオリヴィエ賞演劇主演女優賞にノミネートされた。2007年、アルメイダ・シアターにてフランク・マクギネスの『There Came a Gypsy Riding 』初演、2011年、エドワード・オールビーの『デリケート・バランス』再演に出演した。
チチェスター・フェスティバル劇場において、2011年から2012年、スティーヴン・ソンドハイムの『スウィーニー・トッド』ミセス・ラヴェット役でマイケル・ボール演じるタイトル・ロールの相手役を演じ、2014年から2015年、『ジプシー』再演で主役ローズ役を演じた。いずれも批評的、商業的に成功を収め、ロンドンに移行した。2013年および2016年、オリヴィエ賞ミュージカル主演女優賞を受賞した。
2017年、ロンドンのウエスト・エンドにあるハロルド・パインター・シアターにて『ヴァージニア・ウルフなんかこわくない』のマーサ役で主演し、コンリース・ヒル、ルーク・トレッダウェイ、イモージェン・プーツと共演した。2017年5月18日、この公演は『ナショナル・シアター・ライヴ』でテレビ放送された。
2017年、ナショナル・シアターにてソンドハイムの『フォリーズ』再演でサリー役を演じ、フィリス役のジェイニー・ディ、ベン役のフィリップ・クォストと共演した
。2017年11月16日、この公演も『ナショナル・シアター・ライヴ』でテレビ放送された。

### 映画
1980年代より映画にも出演するようになる。2004年、主演を務めたマイク・リー監督の『ヴェラ・ドレイク』でヴェネツィア国際映画祭女優賞を受賞し、アカデミー賞にもノミネートされた。
『ハリー・ポッターと不死鳥の騎士団』以降、ドローレス・アンブリッジ役を演じた。

## 私生活
1985年に俳優のジム・カーターと結婚。1993年に長女ベッシー・カーターを出産。ベッシーは現在女優として活動している。
2006年には大英帝国勲章第四位OBEを授与された。2016年には第三位CBEを叙勲。

## 主な出演作品

### 舞台
レパートリー・シアター:
- ゴドーを待ちながら Waiting for Godot (1976), バーミンガム・レパートリー・シアター、ラッキー役
- 枯草熱 Hay Fever, ウォーターミル・シアター
- グリース Grease, ヨーク・シアター・ロイヤル
- ヘンリー五世 Henry V, リーズ・プレイハウス
- The Gingerbread Man, リーズ・プレイハウス

1978年-1979年、ノースコット・シアター:
- Travesties (1978)
- わが命つきるとも A Man for All Seasons (1978)
- エーレクトラー Elektra (1978) エーレクトラー役
- Dear Daddy (1978)
- シンデレラ Cinderella (1978)
- あわれ彼女は娼婦 'Tis Pity She's a Whore (1978)
- マクベスMacbeth (1978)
- キャバレー Cabaret (1978)
- お気に召すまま As You Like It (1978)
- 聖母ジョウン Saint Joan (1979)
- ベガーズ・オペラ The Beggar's Opera (1979)
- ヨセフ・アンド・ザ・アメージング・テクニカラー・ドリームコート Joseph and the Amazing Technicolor Dreamcoat (1979)
- Side by Side by Sondheim (1979)

1980年-1981年頃、ノッティンガム・プレイハウス:
- パム・ジェムス版ピアフ Piaf -ピアフ役
- マック&メイベル Mack and Mabel -メイベル役
- ウォレン夫人の職業 Mrs Warren's Profession
- リトル・ナイト・ミュージック A Little Night Music

1981年-1982年頃、ツアー公演:
- 負けるが勝ち She Stoops to Conquer オクスフォード・ステージ・カンパニー・イギリス・ツアー-ケイト・ハードキャッスル役

2011年-2014年、チチェスター・フェスティバル劇場:
- スウィーニー・トッド Sweeney Todd (2011)-ミセス・ラヴェット役
- ジプシー Gypsy (2014)-ローズ役

ロンドン:
- ガイズ&ドールズ Guys and Dolls (1982), ロイヤル・ナショナル・シアター・オリヴィエ・シアター-ミミ役、ホットボックス・ガール役
- ベガーズ・オペラ The Beggar's Opera (1982), ロイヤル・ナショナル・シアター・コッテスロー・シアター-ルーシー・ロキット役
- Schweyk in the Second World War (1982) ロイヤル・ナショナル・シアター・オリヴィエ・シアター-アナ役
- ガイズ&ドールズ Guys and Dolls (1983) ロイヤル・ナショナル・シアター・オリヴィエ・シアター-ミス・アデレイド役
- A Mad World, My Masters (1984) シアター・ロイヤル・ストラトフォード・イースト-ジャネット・クラフトン
- Us Good Girls (Paulette, 1984) ソーホー・ポリー-ポーレット役
- 小麦は緑 The Corn Is Green (1985), オールド・ヴィック・シアター – ベシー・ウォティ役 ローレンス・オリヴィエ賞
- 浮気なシナリオ A Chorus of Disapproval (1985) ロイヤル・ナショナル・シアター・オリヴィエ・シアター – ハンナ・レウェリン役 ローレンス・オリヴィエ賞
- The Fair Maid of the West (1987) ロイヤル・シェイクスピア・カンパニー マーメイド・シアター-ベス・ブリッジス役
- ひとりぼっちの青春 They Shoot Horses, Don't They? (1987) ロイヤル・シェイクスピア・カンパニー マーメイド・シアター-グロリア・ビーティ役
- オズの魔法使い The Wizard of Oz (1987) ロイヤル・シェイクスピア・カンパニー バービカン・センター-ドロシー役
- ワーニャ伯父さん Uncle Vanya (1988)ヴォードヴィル・シアター-ソーニャ役
- 今夜あなたとクラリネット The Lady and the Clarinet (1989)キングズ・ヘッド・シアター（イズリントン） -ルーバ役
- イントゥ・ザ・ウッズ Into the Woods (1990) フェニックス・シアター–パン屋の妻役 ローレンス・オリヴィエ賞
- Bold Girls (1991) ハムステッド・シアター-ケイシー役
- Slavs! (1994) ハムステッド・シアター-ボンフィラ役
- Habeas Corpus (1996) ドンマー・ウエアハウス-ミセス・スワブ
- ガイズ&ドールズ Guys and Dolls (1996) ロイヤル・ナショナル・シアター・オリヴィエ・シアター– ミス・アデレイド役 ローレンス・オリヴィエ賞ノミネート
- Divas at the Donmar [23]
- 人生の3つのヴァージョン Life X Three (2000)ロイヤル・ナショナル・シアター・コッテスロー・シアター/オールド・ヴィック・シアター-アインズ役
- Michael Hastings' Calico (2004) デューク・オブ・ヨーク・シアター-ノラ・バーナクル役
- There Came a Gypsy Riding (2007) アルメイダ・シアター-マーガレット役
- スローン氏の歓待 Entertaining Mr Sloane (2009) トラファルガー・スタジオ-ケイス役
- デリケート・バランス A Delicate Balance (2011) アルメイダ・シアター-クレア役[24]
- スウィーニー・トッド Sweeney Todd (2012), チチェスター・フェスティバル・シアター/アデルフィ・シアター – ミセス・ラヴェット役 ローレンス・オリヴィエ賞
- Circle Mirror Transformation (2013), ロイヤル・コート・シアター-マーティ役
- グッド・ピープル Good People (2014), ハムステッド・シアター/ノエル・カワード・シアター – マーギー役 ローレンス・オリヴィエ賞ノミネート
- ジプシー Gypsy (2015), サヴォイ・シアター–ローズ役 ローレンス・オリヴィエ賞
- ヴァージニア・ウルフなんかこわくない Who's Afraid of Virginia Woolf? (2017), ハロルド・ピンター・シアター – マーサ役 ローレンス・オリヴィエ賞ノミネート
- フォリーズ Follies (2017), ロイヤル・ナショナル・シアター・オリヴィエ・シアター – サリー役 ローレンス・オリヴィエ賞ノミネート

### 映画
| 年   | 日本語題 原題                                                                 | 役名                           | 備考 |
| ---- | ----------------------------------------------------------------------------- | ------------------------------ | --- |
| 1992 | ピーターズ・フレンズ Peter's Friends                                          | メアリー・チャールストン       | |
| 1993 | から騒ぎ Much Ado About Nothing                                               | マーガレット                   | |
| 1995 | ロシア52人虐殺犯/チカチーロ Citizen X                                         | ブラコヴァ夫人                 | テレビ映画 |
| 1995 | いつか晴れた日に Sense and Sensibility                                        | シャーロット・パーマー         | |
| 1996 | 十二夜 Twelfth Night                                                          | マリア                         | |
| 1998 | 恋におちたシェイクスピア Shakespeare in Love                                  |                                | |
| 1999 | デビッド・コパーフィールド David Copperfield                                  |                                | テレビ映画 |
| 2000 | チキンラン Chicken Run                                                        | バンティ                       | アニメ映画、声の出演 |
| 2000 | ラット・ゲーム Rat                                                            | コンチータ・フリン             | |
| 2003 | アイル・ビー・ゼア I'll Be There                                              | ブリジット博士                 | |
| 2004 | ヴェラ・ドレイク Vera Drake                                                   | ヴェラ・ドレイク               | ヴェネチア国際映画祭女優賞 受賞 英国アカデミー賞主演女優賞 受賞 ヨーロッパ映画賞女優賞 受賞 全米映画批評家協会賞主演女優賞 受賞 |
| 2005 | ナニー・マクフィーの魔法のステッキ Nanny Mcphee                               | ブラザウィック夫人             | |
| 2006 | 沈黙の奪還 Shadow Man                                                         | コーコラン                     | |
| 2007 | ハリー・ポッターと不死鳥の騎士団 Harry Potter and the Order of the Phoenix    | ドローレス・アンブリッジ       | |
| 2007 | フリーダム・ライターズ Freedom Writers                                        | マーガレット・キャンベル       | |
| 2009 | ウッドストックがやってくる! Taking Woodstock                                  | ソニア・タイチバーグ           | |
| 2010 | アリス・イン・ワンダーランド Alice in Wonderland                              | 長身の薔薇の声                 | 声の出演 |
| 2010 | 家族の庭 Another Year                                                         | ジャネット                     | |
| 2010 | ハリー・ポッターと死の秘宝 PART1 Harry Potter and the Deathly Hallows - Part1 | ドローレス・アンブリッジ       | |
| 2011 | アウェイクニング The Awakening                                                | モード・ヒル                   | |
| 2011 | アーサー・クリスマスの大冒険 Arthur Christmas                                 | サンタ夫人                     | 声の出演 |
| 2012 | ザ・パイレーツ! バンド・オブ・ミスフィッツ The Pirates! Band of Misfits       | ヴィクトリア女王               | 声の出演 |
| 2012 | ザ・ガール ヒッチコックに囚われた女 The Girl                                  | アルマ・レヴィル・ヒッチコック | テレビ映画 |
| 2014 | マレフィセント Maleficent                                                     | ノットグラス                   | |
| 2014 | パレードへようこそ Pride                                                      | ヘフィナ・ヒードン             | |
| 2017 | パディントン2 Paddington 2                                                    | ルーシーおばさん               | 声の出演 |
| 2017 | 輝ける人生 Finding Your Feet                                                  | サンドラ                       | |
| 2019 | ダウントン・アビー Downton Abbey                                              | レディ・モード・バグショー     | |
| 2019 | マレフィセント2 Maleficent: Mistress of Evil                                  | ノットグラス                   | |
| 2022 | ダウントン・アビー/新たなる時代へ Downton Abbey: A New Era                    | レディ・モード・バグショー     | |
| 2023 | チキンラン: ナゲット大作戦 Chicken Run: Dawn of the Nugget                    | バンティ                       | 声の出演 |
| 2024 | パディントン 消えた黄金郷の秘密 Paddington in Peru                            | ルーシー叔母さん               | 声の出演 |

### テレビシリーズ
| 年        | 日本語題 原題                      | 役名             | 備考           |
| --------- | ---------------------------------- | ---------------- | -------------- |
| 2005      | 荊の城 Fingersmith                 | サックスビー夫人 | 計3話出演      |
| 2005      | シェイクスピア21 ShakespeaRe-Told  | ポリー           | ミニシリーズ   |
| 2005      | リトル・ブリテン Little Britain    | ミード夫人       | 計6話出演      |
| 2020-     | Trying 〜親になるステップ〜 Trying | ペニー           | メインキャスト |
| 2022-2023 | ザ・クラウン The Crown             | エリザベス2世    | 主演           |

## 参照
1. ↑  “Imelda Staunton Biography (1956–)”.   FilmReference.com. 2015年12月8日閲覧。
2. ↑  Lawley, Sue (2005年5月15日). “This Week's Guest: Imelda Staunton”. BBC Radio 4 2007年1月6日閲覧。
3. 1 2  “Imelda Staunton Biography”.   Tiscali Film and TV. 2007年7月16日閲覧。
4. ↑  Irish News UK – News from the Irish Community in Britain
5. ↑  "Imelda Staunton's surprising confession: I might have nibbled the odd hash brownie and I'd love to have been a hippy Chris Sullivan, 19 November 2009, the Daily Mail
6. ↑  “Interview: actress Imelda Staunton”. Financial Times. 2015年12月31日閲覧。
7. ↑  “RADA”. 2015年12月31日閲覧。
8. ↑  “Olivier Winners 1982”. 2015年12月31日閲覧。
9. ↑  London Theatre Direct Limited. “In Retrospect: A Look At The History Of 'Guys And Dolls'”. 2015年12月31日閲覧。
10. ↑  “Olivier Winners 1997”. 2015年12月31日閲覧。
11. ↑  “Olivier Winners 1985”. 2015年12月31日閲覧。
12. ↑  Raymond, Kurt. “We're Off To Stage The Wizard of Oz”. Beyond the Rainbow to Oz website. 2007年7月15日閲覧。
13. ↑  “Wizard of Oz (MUNY 1945)”.   Tams–Witmark Music Library, Inc. (2005年). 2007年7月15日閲覧。
14. ↑  “Olivier Winners 1988”. 2015年12月31日閲覧。
15. ↑  “Olivier Winners 1991”. 2015年12月31日閲覧。
16. ↑  Editorial Staff (2015年3月2日). “Full West End Gypsy cast announced”. WhatsOnStage.com. 2015年12月31日閲覧。
17. ↑  Billington, Michael (2012年3月21日). “Sweeney Todd – review”. The Guardian 2012年4月21日閲覧。
18. ↑  Shenton. Mark. "Winners of 2016 Olivier Awards Announced: 'Gypsy', 'Kinky Boots', 'In the Heights' Emerge Victorious" Playbill, 3 April 2016
19. ↑  http://www.atgtickets.com/shows/whos-afraid-of-virginia-woolf/harold-pinter-theatre/#overview_tab
20. ↑  “Imelda Staunton to Star in London Follies | Playbill”. Playbill. 2016年9月30日閲覧。
21. ↑  Shenton, Mark (2016年10月11日). “National Theatre Announces Additional Casting for Angels in America and Follies”. Playbill. 2016年10月11日閲覧。
22. ↑  “New Year Honours—United Kingdom”. The London Gazette (57855):  N12. (31 December 2005).
23. ↑  Imelda Staunton and Her Big Band Archived 5 November 2013 at the Wayback Machine. (1–5 September 1998) Donmar Warehouse
24. ↑  Billington, Michael (2011年5月13日). “A Delicate Balance”. The Guardian. 2011年6月23日閲覧。